# Petra Kožar
Petra (rođ. Geber) Kožar (Zagreb, 12. veljače 1982.) je hrvatska glazbenica i članica grupe Flyer.

## Biografija
Bila je dio prve postave "Klinaca s Ribnjaka". Nakon toga, uključuje se u zbor "Zvjezdice" gdje je naučila najviše o glazbi. Tamo upoznaje  Bianku Žugelj te zajedno počinju pjevati u bendu "Surrogat", a krajem svoje srednje škole zajedno susreću Flyer te im se pridružuju. Petra trenutno studira ekonomiju.
Godine 2008. udaje se za bubnjara istoimene skupine Željka Kožara. Majka je Lare Kožar.

## Vanjske poveznice
- Petra Kožar  Arhivirana inačica izvorne stranice od 30. siječnja 2012. (Wayback Machine)